# El sopar (obra de teatre)
El sopar (en francès original, Le Souper) és una obra de teatre de Jean-Claude Brisville, escrita el 1989. Una versió en castellà de Mauro Armiño fou representada al Teatro Bellas Artes de Madrid el setembre de 2004 per Josep Maria Flotats i Carmelo Gómez, qui fou nominat a un Fotogramas de Plata 2004 per la seva actuació.

## Personatges
- Talleyrand, príncep de Benevent i ministre d'Afers Exteriors sota el Primer Imperi
- Fouché, duc d'Otranto i ministre de la policia en diversos governs
- Jacques, valet de M. de Talleyrand
- Jean, valet de M. de Talleyrand.

## Resum

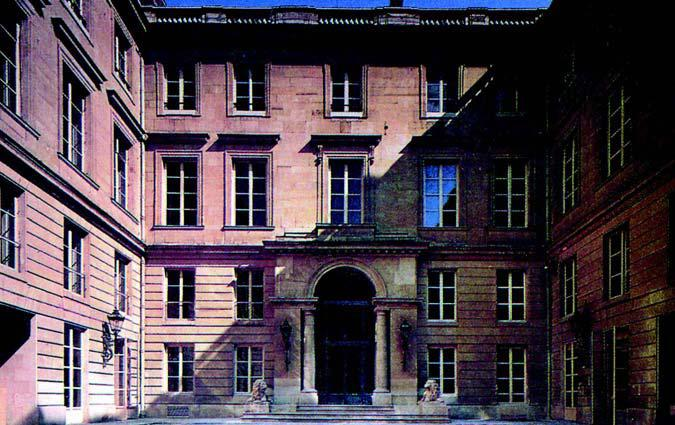
L'hôtel de Talleyrand, façana del pati

L'escena del sopar té lloc a París el 6 de juliol de 1815 a mitjanit, a l'hotel particular de Talleyrand (també anomenat hôtel de Saint-Florentin). Fouché va acudir a la invitació de Talleyrand per parlar-ne. Napoleó va abdicar i París va ser ocupada per les tropes de la coalició. Aleshores es qüestiona la naturalesa del govern que s'ha de donar a França. A l'exterior, els disturbis són continguts amb dificultat pel servei d'ordre de la capital.
Fouché creu que cal tornar a la república. Per Talleyrand, s'ha de restaurar els Borbons; però per això necessita el suport de Fouché, actualment president del govern interí, que controla la ciutat de París. Aquest bon sopar és una oportunitat per convèncer-lo que el retorn de Lluís XVIII al tron és l'única bona solució.
Entre dos plats, els dos alts dignataris sèniors- sovint entre línies - els seus crims, les seves traïcions, les seves intrigues.

## Representacions

### Théâtre Montparnasse,1989
L'espectacle es va crear el 20 de setembre de 1989 al Théâtre Montparnasse.
- Dirigit per: Jean-Pierre Miquel
- Decoració: André Acquart
- Disfresses: Pierre Dios[2]
- Personatges i intèrprets :
  - Talleyrand: Claude Rich
  - Fouché: Claude Brasseur
  - Jacques, valet de Talleyrand : Laurent Rey[3]
  - Jean, valet de Talleyrand : Serge Krakowski[4]

Aquest espectacle founominat en quatre categories a Molières 1990: comediany, autor, director, i teatre privat. Va rebre el Molière del teatre privat el 1991 i va obtenir una nova nominació per al Molière a l'autor.

### Théâtre de la Madeleine,2015
L'espectacle es va reestrenar el 6 de febrer de 2015 al Théâtre de la Madeleine.
- Direcció i il·luminació : Daniel Benoin.
- Escenografia : Jean-Pierre Laporte.[5]
- Vestuari : Nathalie Bérard-Benoin.
- Vídeo : Paulo Correia.
- Repartiment :
  - Niels Arestrup (Talleyrand),
  - Patrick Chesnais (Fouché),
  - Paul Charieras,
  - Benjamin Migneco

## Adaptació cinematogràfica
El 1992, Édouard Molinaro en va fer una adaptació cinematogràfica del mateix títol.